# Любовно-шлюбна магія в традиційній культурі українців

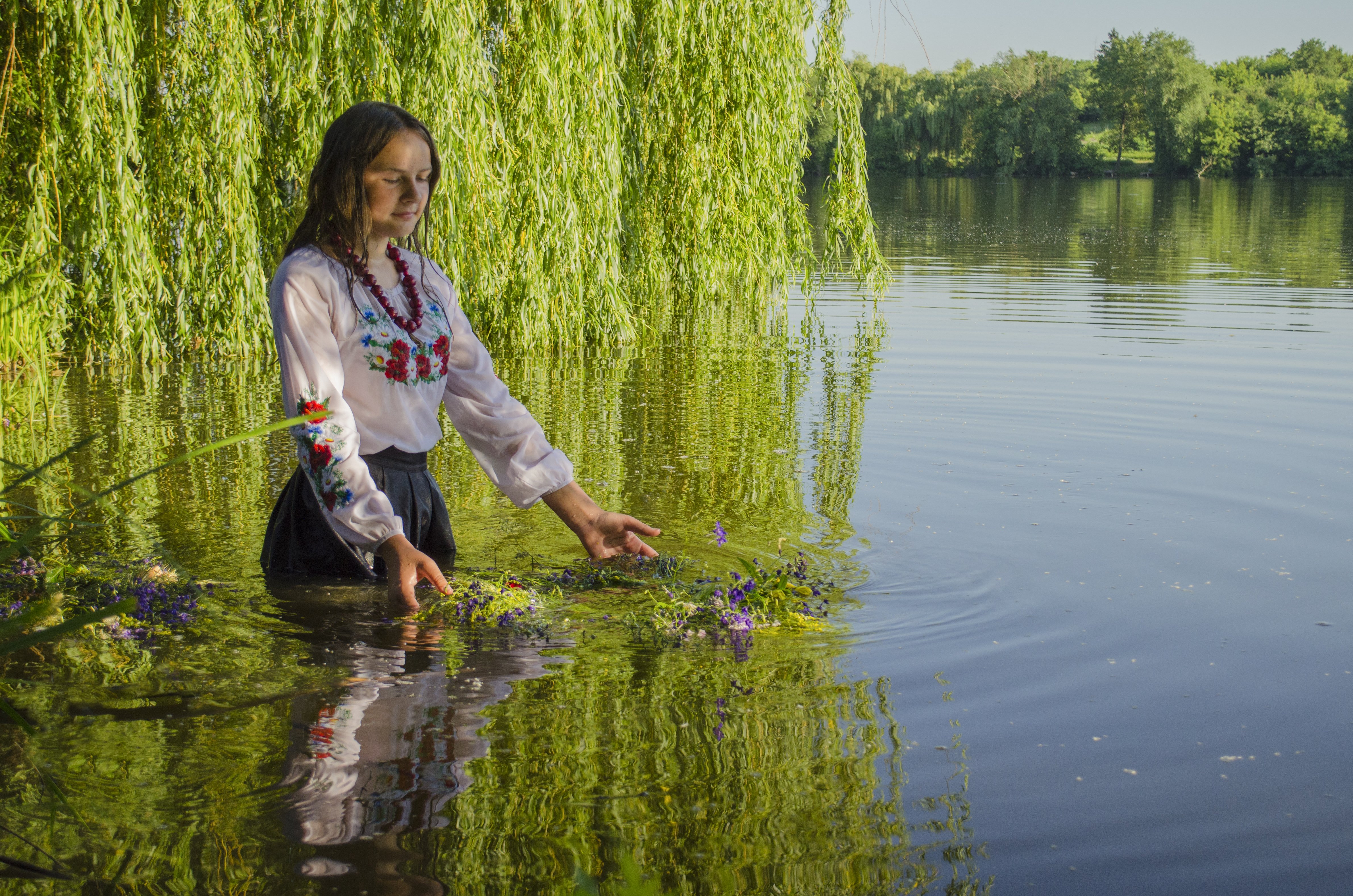
Івана Купала, Уманщина

Мета любовної магії — викликати любов та пристрасть людини чи притлумити їх (присушити/відсушити), напророкувати близьке весілля чи помститися; культурне завдання — знизити емоційне напруження фрустрації. В арсеналі української любовної магії були – замовляння, привороти, чарівне зілля тощо; переважали контактні прийоми. Найзручнішими періодами магічних практик українці вважали переддень Різдва (Святвечір), Новий рік, Андрія, Катерини, Великдень, Івана Купала . Водночас в народі домінувало переконання, що від любові з примусу щастя не буде.

### Історія феномену
Любовну магію слід вважати чи не найдавнішим видом чародійства, ситуація, в якій не вистачає раціональних засобів досягнення мети або вони перестають діяти, породжує стресовий стан фрустрації, тому людина вдається до квазідії, і хоча ці магічні акції не приводять до досягнення зовнішніх цілей, вони результативні щодо відновлення внутрішньої рівноваги. Інший феномен культури, релігія, має справу не з конкретними фрустраціями повсякденного життя, а з фундаментальними проблемами буття; наука ж є раціональним освоєнням дійсності.
Хоча парна сім'я в Європі повністю утвердилася лише в епоху бронзи, перші весільні ритуали з'явилися ще в часи примітивного мисливства і найбільше вони проявляються на обрядовому (акціональному) рівні, значно менше – на текстологічному (вербальному).
Повної зміни населення на жодному з теренів сучасної України з епохи бронзи не відбувалося, у цьому виявляється живучість архаїчних традицій. Письменні свідоцтва про заговори й закляття зустрічаються вже в найдавніших пам'ятках української літератури, а саме, в договорах Русі з Греками 944 р. та 971 р.
Дохристиянські обряди з прийомами любовно-шлюбної магії вже у XIX ст. стали втрачати свою магічну функцію і перетворились на традиційні ігри, що супроводжувались сміхом і жартами.
В українській фольклористиці радянського періоду історизм фольклору послідовно замовчувався, фольклористику було зведено до вивчення поетики фольклору, тому сучасна наука має значні пробіли в цьому напрямі (в наявності наукових праць та підготовлених фахівців).

### Формули магічної дії
Більшість видів словесного мистецтва були засобами магічного впливу на довкілля. Проголошуючи ім'я, назву чарівник неначе відтворює якусь частину людини чи предмету й через це отримує владу над ними, треба тільки знати "правдиве" слово, відоме знахарям ("відьма" від "відати").
Заговори складали здебільшого нерівномірними віршами; формула містить паралельний символічний образ і бажання або наказ, при цьому знахар чинить дію з фізичними предметами, які можуть згадуватися в замовлянні. Своїми поетичними образами сил природи подібні до народних пісень.
В архаїчних магічних творах традиційна компаративна будова "як…, так і…", використовували число 3. на сучасне побутування вказує число 7 ("читати 7 раз на гребінець свій вранці та ввечері, сім днів"). Заговірне слово випивали, пропускали крізь себе разом із заговореною водою, іжею. Давня завершальна формула "слова мої міцні, ключ в замку", у пізніших "християнізованих" замовляннях вживається слово "амінь". Зустрічаються давні тексти практично без змін: 
Стою на порозі, виджу сволок,
А зо сволока – на клямку, а з клямки на (ім'я жінки).
Як мати моя за мною побивається,
так би за мною (ім'я жінки) побивалась!
Магічний акт часто відбувається на межиріччі, роздоріжжі або неприступних місцях. Має значення час – полудень, північ, перед сходом і заходом сонця, слабий місяць,  свята і відповідні обряди.
Сприймаючи предмети і явища як живих істот, люди спілкувалися з ними, дарували їм та просили: "Ви, зорі-зоряниці, вас на небі три сестриці: одна нудна, друга привітна, а третя печальна. Беріть голки і шпильки, горове каміння, бийте його і печіть, паліть і нудіть: не дайте йому ні спать, ні лежать, ні їсти, ні пить – других любить. Тягніть до мене (ім'я) (ім'я бажаного)".
Завуальовані символи чоловічої статі та енергії: кінь, бик/бугай, півник/когут, журавель, соловей; огірок, кукурудза/качан, перчик, колосок, буряк, дуб; риба чоловічого роду, рак; рало (проводить борозну), плуг, бандура, смичок, жила, коса.
Завуальовані символи жіночого: криниця, відро, рілля, земля.
Евфемізми статевого акту: заклик напоїти коня, дати коню їсти, осідлати коня, толочити коноплі, перчити, товкти перець, утовкти перцю, буряченьки садити.
Магічні прийоми поділялися на "білі" (спрямовані на укладення шлюбу) та "чорні" (мали викликати залежність, щоб замовлена особа страждала й знаходила спокій лише біля замовника). Любовна магія поділяється на колективну (для приваблення на свої вечорниці) та індивідуальну (спрямована на коннкретну особу).
Обрядові пісні, супроводжувані магічними діями й хороводами, мали первісно значення заговорів на успіхи в господарстві та особистому, родинному житті . На глибоку старовинність вказує співання хором, а не монодично (соло), при цьому слова, музика, танок і драматична дія сплітаються в одну синкретичну (сполучену) цілість хорової гри, як це було у старогрецьких Діонісіях.

### Календарна обрядовість
Сучасна календарна обрядовість прив'язана до календаря аграріїв, у календарі мисливців було 7 сезонів, що відповідало періодам охоти на різних тварин та відповідним тотемам (відображено у казці "Рукавичка").

#### Зимовий цикл свят
Ініціальна магія наділяє першепочаткове (1 день року, місяця, тижня) особливою магічною силою, що зумовило важливість новорічних обрядодій. Колядно-щедрувальна традиція українців майже в незмінному вигляді існує ще з часів раннього заліза, найдавніший запис української колядки датується 1693 р.
Любовні колядки мають на меті напророкувати близьке весілля, складаються переважно розміром (5 + 5).  Найчастіше це звеличування милого (милої) за стереотипною схемою: дівчина (парубок) знаходиться в небезпеці чи в потребі (тоне в Дунаю, просить викупу з неволі, губить воли, перстень, потребує помочі в праці) і даремно кличе родину, а мила (милий) одразу поспішає допомогти. З кінцевим побажанням: 
Дай же ти, Боже, в городі зілля,
В городі зілля, дома весілля.

###### Магічні практики
- Під Новий рік о 12-й годині ночі голою замітали в хаті.
- Пускали два окрайчики хліба на воду: треба тільки, щоб вони зійшлися – тоді і свати не забаряться.
- У ніч під Новий рік чи під Різдво потрібно було покласти гребінець під подушку, примовляючи: "Суджений, ряджений, приходь косу розчесати"[25].
- Через голову, а якщо вдасться, то й через хату кидали чобіт і дивилися, як він упаде. Якщо чобіт ставав підошвою, дівчина мала невдовзі вступити в шлюб, а якщо носком – треба дивитися, в який бік він вказує, адже саме звідти прийде суджений (добре аби хлопці жартома не встигнули чобота вкрасти!).
- Брали воскову свічку, що залишилася від Великодня (так звана страсна свічка), і миску з водою. Віск топили в залізній ложці, виливали у воду, давали йому охолонути, а тоді брали й доводили до стіни, дивлячись, щоб була з того воску тінь. По ній і намагалися вгадати свою долю.
- Дивились у дзеркало у різдвяні вечори на печі чи в лазні опівночі. Дивились допоки не зїявлялось марево, а потім одразу закривали дзеркало – "щоб не вдарило". Клали дзеркало під подушку, щоб приснився милий[25].
- Носили дрова до хати і лічили, скільки їх у кожному оберемку: якщо парна кількість, то й дівчина буде «до пари».
- Лічили кілки на чужому тині: якщо дев'ятий траплявся обтесаний, чекали, що сватати дівчину буде бідний, «голий» чоловік, а якщо кілок траплявся з корою – то багатий; або ж рахували кілки на певному відрізку плоту чи тину та повторювали «удовець — молодець».
- Ходили із книшем у руці слухати під вікна: коли в хаті хтось спересердя гримав на дітей: «сиди..., не ходи..., не бери...» – це означало, що дівчині ще рік сидіти у дівках. Або ж з книшем виходили на вугол хати і слухали, з якого боку пес гавкає, вірили, що ту сторону дівчина піде в шлюб.
- Ловили павука у горнець, там прикривали його, щоб кудись не втік. Як павук зачинав снувати павутину – скоро заручини.
- В накреслене крейдою коло насипали кілька купок ячменю, потім приносили з сідала сонного півня, з чиєї купки птах починав клювати, та скоро вступить в шлюб.[26]

#### Весняний цикл свят
Найбільший акцент у весняних піснях та іграх – на любовних мотивах, пророкуванні та приверненні весілля: дівоцькі чари ("дання"), залицяння, сватання, очикування милого. Властивий для веснянок магічний прийом – все бажане подавати за реальне.

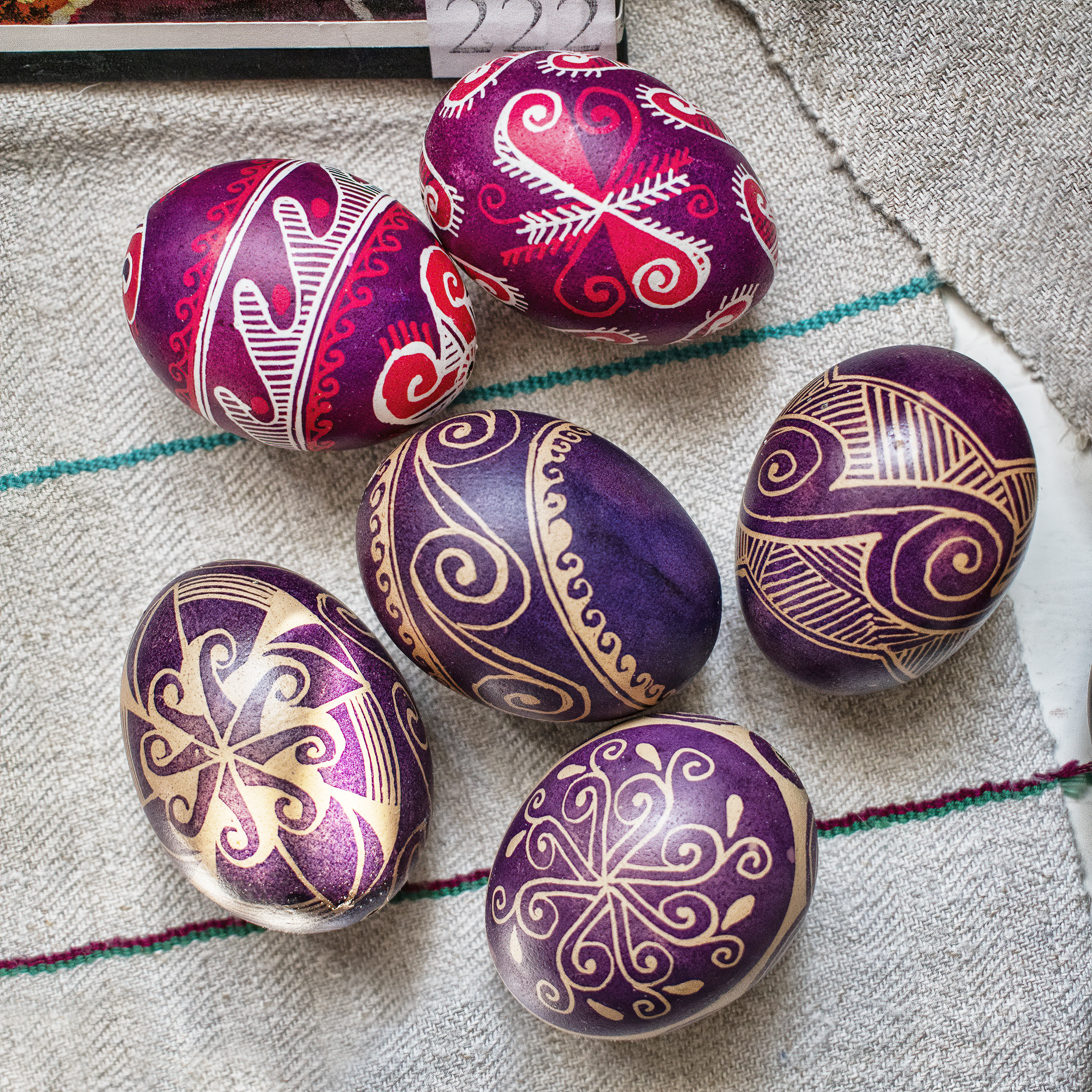
Українські писанки, 2021 р.

Закохані дарували один одному писанки. Розпис писанок вважався магічним обрядом.
Риндзівки мають колядковий склад (5 + 5) і зміст, відрізніютьсяк лише тим, що мають окремий рефрен: "Же Христос, же Воскрес, же воістину Воскрес!" і співаються на Великдень. Ввечері перед Великоднім четвергом дівчата начаровують собі красу.
Гаївки і веснянки початком сягають доісторичних весняних колективних відправ закликування весни та започаткування сезону сватання і весіль, саме про них вислів літописця про ігрища, "чортовські" пісні та захоплення дівчат. Найчастіший взірець - це дво- триколінні рядки, що парами сполучуються у строфи.
Вербовая дощечка 2( 4 + 3 + 3 )
На всі боки / гляділа, / гляділа
Звідки милий / приїде, / приїде
Звідки милий / приїде, / приїде
Що Настусі / привезе, / привезе

##### Івана Купала
Купалом відкривається шлюбний період, як тільки за кілька днів закінчиться піст, починаються весілля.
З введенням християнства церква примусово прив'язала давню обрядодію до дня Івана Хрестителя і починаючи з ХІІІ ст., в церковних писаннях і документах зустрічаємо вимоги переслідувати й забороняти купальські обряди. За свідоцтвом псковського монаха Памфіла з 1505 р. купальські ігрища, що починалися вночі під свято Івана, були сполучені з музикою, танцями й співами та мали оргіастичний характер. Вплив християнської ідеології на купальську поезію був незначним, що уможливлює досягнення архаїчного шару зародку звідки розвивається багатство ідей.
У купальському співі чуються грецькі пісні навколо жертовників, вони співаються особливим, архаїчним наспівом, одноманітним і протяжним. Купальські пісні переважно оспівують любовні мотиви, близьке весілля. Архаїчні одно-дворядкові строфи із приспівами, переважно одноголосий спосіб виконання. Типова ритмічна форма купальського вірша — (5+4), а також (5 + 4), (5 + 3), (5 + 5), (6 + 6).
Ой поплинь, віночку, прудко за водою,
На щастя, на долю, милому зо мною.
В купальських піснях знаходимо широке використання магічних елементів — гадання, ворожіння, замовляння, що за повір'ями є надзвичайно небезпечними та шкідливими в купальську ніч. «Ой у городі кропива, / Там Настя свою хату кропила, / Там Настя свою хату кропила, / Щоб до неї Марина не ходила, / Щоб до неї Марина не ходила, / Щоб від неї Василя не відбила».

###### Магічні практики
- Остаточний вердикт для пари встановлював ритуал перестрибування через вогонь (очищення вогнем), що відбувався під кінець купальського обрядодійства. Потенційні шлюбні партнери стрибали через жар, побравшись за руки. Якщо руки в польоті роз'єднувалися, такий шлюб вважався неможливим, а не роз'єднатися вони могли лише в одному випадку — коли на це було обопільне бажання, координація фізичних зусиль обох стрибаючих. Під час стрибання головне напруження випадає на ноги, тому, якщо хоч на мить утратити контроль над тим, що мають робити в цей час руки, вони розійдуться й самі. Дівчата і хлопці, в яких руки над вогнем не розійшлися, у дохристиянські часи вважалися зарученими[33].
- Дівчата роздають хороводу вінки зі свіжих та зів'ялих квітів — це ворожба щасливого чи нещасного подружжя.
- Кожна дівчина хоче зірвати горішнього вінка з деревця-купайла[34]. Коли вертається додому, то намагається ні з ким не говорити. Вдома кладе вінок під голову (подекуди — вплітає в коси), щоб приснився її наречений.
- Побутували вірування, що зібране в купальську ніч зілля набуває магічної сили, загалом потойбічні сили надзвичайно активізуються на Купала.
- На Гуцульщині дівчата напередодні Івана Купала кликали до себе суджених за допомогою «триміч»-зілля[35].

#### Осінь - весільна пора

##### На Покрову
Свято Покрови Пресвятої Богородиці було межею між літом та зимою. Від Покрови розпочиналася весільна пора, і дівчата, що прагнули побратися цього року, поспішали вранці на свято до церкви, щоб покрити образ Богородиці рушником і попросити у неї судженого: «Святая Покрово, почорни мої брови, а личко білеє єсть, якби ще й був мені тесть». Або: «Свята мати, Покрівонько, покрий мою голівоньку. Сякий-такий аби був, аби хліба роздобув». Ті, хто будував хату, поспішали увійти до неї на свято – щоб завжди бути під покровом Божої Матері.

##### Андріївські вечорниці

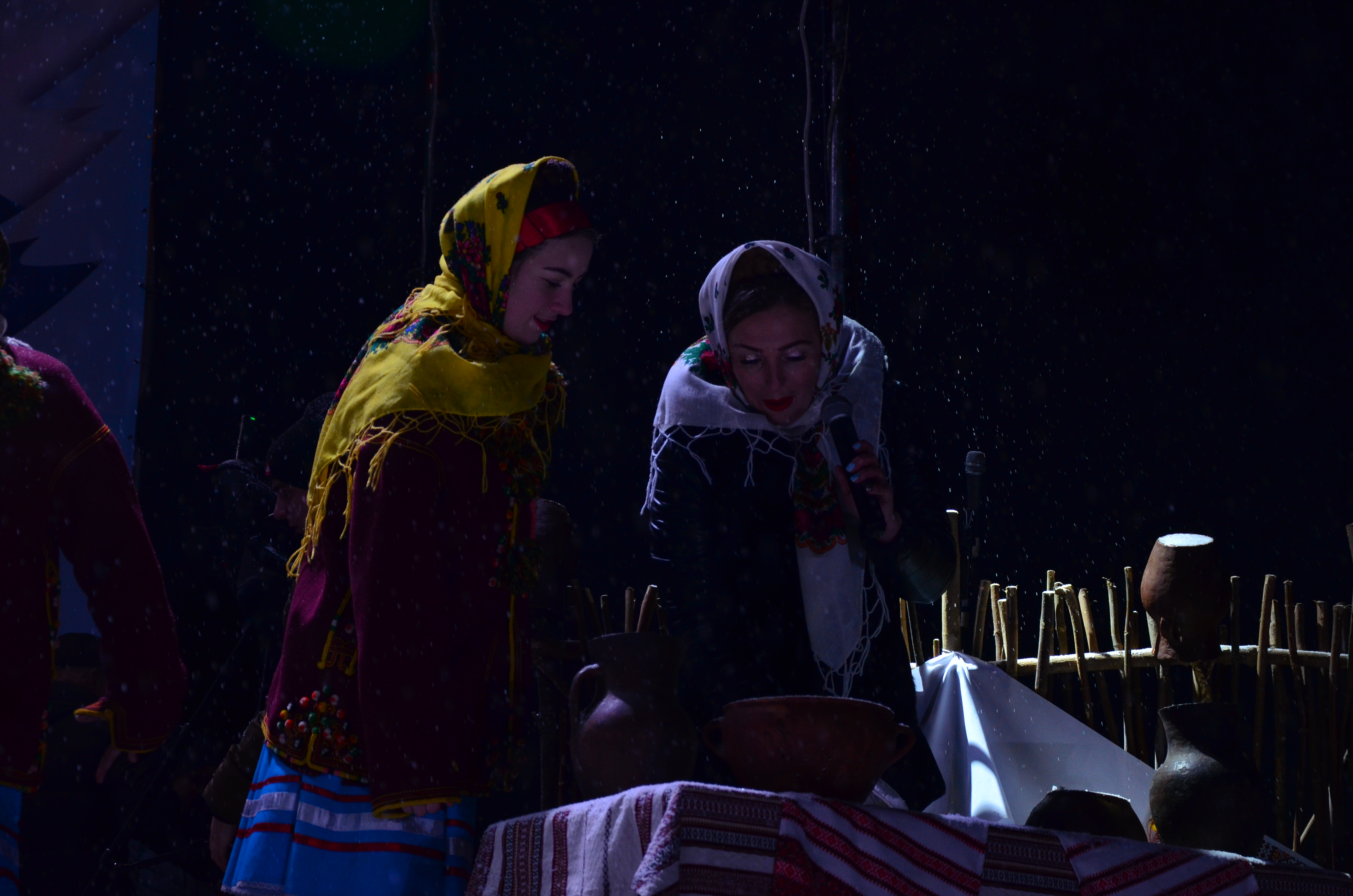
на Андрія, м. Хмельницький

За народними уявленнями, святий Андрій є втіленням чоловічого начала, провісником долі, покровителем кохання і шлюбу.
«Засівання конопель» - один із найбільш характерних прийомів любовної магії на Андрія (30 листопада), часом замість конопель використовувалися льон або мак. Рано-вранці або пізно ввечері, щоб не побачило чуже око, дівчина у найбільш глухому кутку двору (біля криниці або дровітні) засівала в землю або сніг жменю конопель. Після цього вона згиналася так, щоб її фартух або спідниця торкалися землі, і в такий спосіб кілька разів обходила засіяне місце – «волочила коноплі». При цьому приказувала:
Андрію, Андрію!
Я на тебе коноплю сію;
Димкою (чи спідницею) волочу, —
Бо дуже заміж хочу.
Ворожіння з балабушками (маленькими пиріжками). Тісто для них замішували на «непочатій воді» (вода з криниці, якою цього дня ще ніхто не користувався), яку кожна дівчина потайки приносила в роті з річки або колодязя. Відмічені кожною дівчиною пампушки розкладали на лаві чи підлозі, після чого впускали зголоднілого собаку й уважно стежили за його поведінкою. Послідовність, з якою пес поїдав «балабушки», визначала для кожної черговість приходу сватів.
Вивішували у вікно рушник у ніч на Андрія та примовляли: Суджений, ряджений, прийди до мого вікна, утрись моїм рушником. Якщо рушник стане мокрим, то весілля буде того ж року.

##### Дівоча доля на день св. Катерини
Вшанування великомучениці Катерини, що припадає на 7 грудня, ймовірно, колись було язичницьким святом «Дівочої долі».

###### Магічні практики
- Напередодні свята великомучениці Катерини парубки постили, щоб Бог послав їм добру дружину.
- Ранком, до схід-сонця дівчина йде в садок і зрізує гілочку вишні, ставить у пляшку з водою і чекає свята Меланки. Якщо до «Меланки» вишня розів'ється і зацвіте – буде весілля, «доля дівоча» цвісти буде. Засохне гілочка без цвіту – кепська ознака, восени доведеться Покрову благати: «Свята мати, Покрівонько, покрий мою голівоньку» [41]. Під «долею» дівчата розуміють шлюб.
- Увечері на Катерини дівчата й хлопці зрізали гілки вишні, ставили їх у воду або в землю на покуті у хаті. Якщо вони розквітали до Різдва або Нового року, це передвіщало скорий шлюб.
- Одним з різновидів шлюбної магії було також заклинання долі або судженого[42]. Напередодні Катерини дівчата клали під подушку листочки з різних дерев, помічаючи в такий спосіб кількох хлопців. Серед них мав бути і яблуневий листочок – «для дівчини». Лягаючи спати, юнка читала молитву Долі, аби змилосердилася над нею, а вдосвіта прохала найменшого в родині хлопчика витягти одного з них – який втрапляв, з тим і одружиться. Ввечері дівчата влаштовували «пісні вечорниці», на спільну трапезу мали право приходити всі парубки без запрошень.

### Родинна обрядовість

#### Весільні обряди
Магічне значення має увесь весільний обряд. Недаремно вживається вислів «відіграти (відгуляти) весілля», в якому мають «виконувати ролі». Весільний обряд ізолюється від  історичні реалії часу і простору і замикається у своїх сакральних параметрах. Відтак кожна роль, перебуваючи в сакральному обрамленні обряду, набуває магічного значення. Чарами, закладеними в правильній поведінці учасників, творці цих давніх обрядів намагалися закласти з перших днів спільного життя правильну поведінку в сім'ї на всі наступні періоди.
Через структуру весілля можна розглядати будь-яку традиційну культуру світу. Ще в ХІХ ст. весільна обрядовість тягнулося кілька місяців, але справляли ритуал не цілий день - відбувши необхідну обрядову процедуру, розходилися по домівках і бралися до роботи. Та кожен ритуал мав бути дотриманий, бо кожен із них символізував інший період у житті молодої пари – від палкого кохання до охолодження стосунків і навіть зневіри та заглядання на чужих жінок. Усе це треба було переграти під час весілля, щоб потім так само пройти в реальному житті.
За місяць або й два до весілля засилалися старости чи свати засватати дівчину. На відповідь їй давалося два тижні. Якщо ж дівчина згодна, сватів перев'язують рушниками, тобто прив'язують до свого роду, знаки на рушниках були знаками роду дівчини. За місяць чи принаймні два тижні до весілля відбувалися заручини, тиждень тривало саме весілля. Весільні обряди мають здебільшого характер магічних актів замовлювання щастя, багатства й доброї долі та як конструктор зберігають фрагменти вірувань і культів різних епох. 

###### Магічні практики

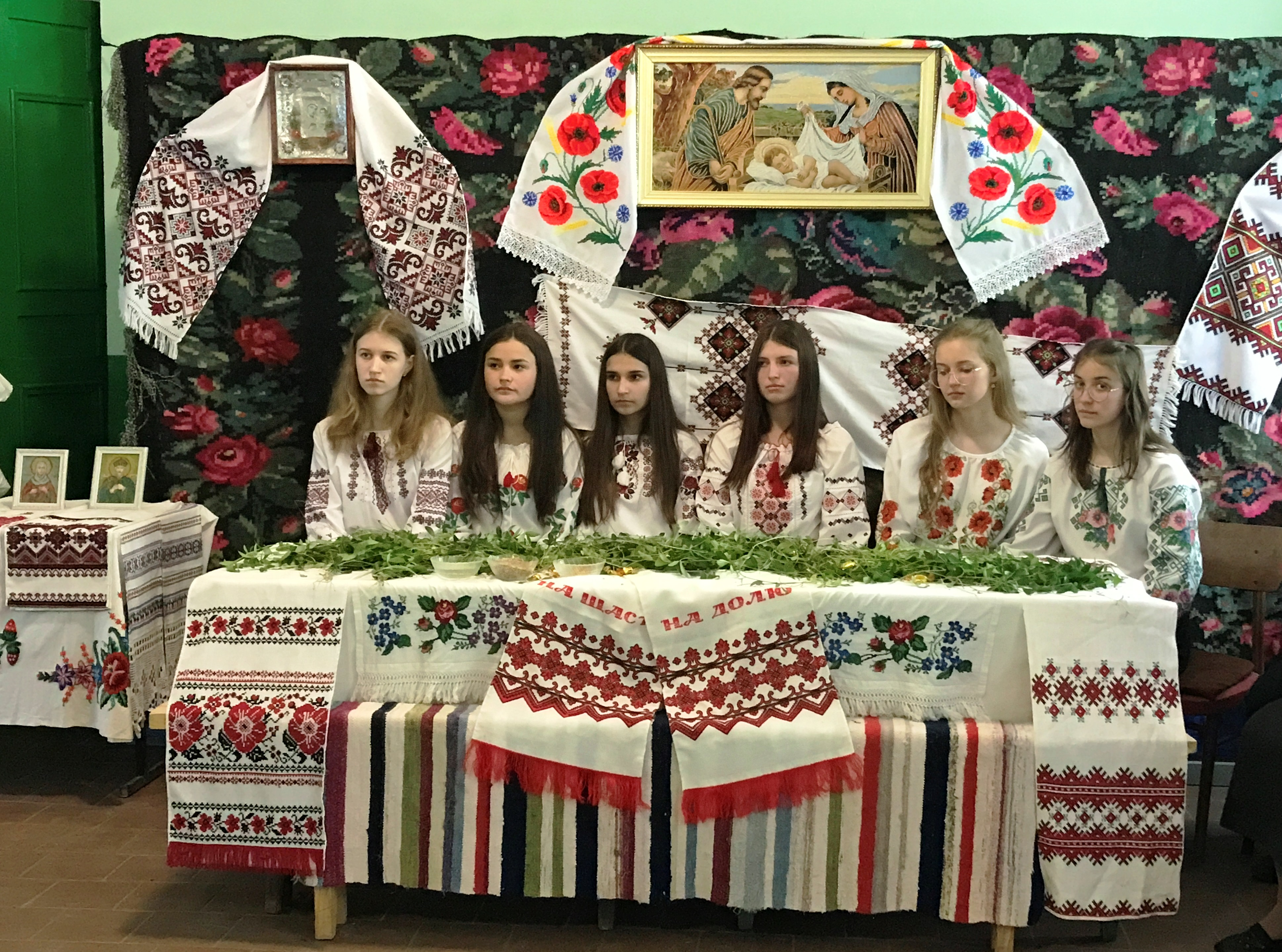
Український обряд вінкоплетіння

- У весільний вінок (вінець) вплітали хрещатий барвінок - символ вічного кохання. Після вінчання наречена роздає присутнім неодруженим дівчатам по стрічці зі свого вінка. Якби котрійсь не дісталося стрічки, це віщувало нещастя, тому стрічок мало бути значно більше, по кілька одного кольору[43].
- Намисто - обов'язкова прикраса нареченої, оберіг, що відводить зле око, лікує зір, уберігає від нечисті. Добре намисто - коралі[44].
- Фата - знаменує весняні життєдайні хмари (за свідченням етнографа Сумцова М.Ф.)[45].
- Голку, булавку втикали в одяг нареченому, бо голка має здатність вколоти на відстані злий погляд та відбити його[46].
- Замок замикали ключем і викидали ці речі у річку, щоб шлюб був міцним назавжди. У весільних піснях і примовках ключ і замок мають еротичне значення[47].
- Намітка, перемітка, серпанок (прозорий), завій, завивало - шмат тонкого полотна, яким з'єднували руки молодим на довгі роки життя.
- Ритуальна їжа з курей для молодих на кожному весіллі. Курка уособлення плодючості, великої здорової сім'ї, домашнього затишку[48].
- Красна Пані – персонаж весільних пісень, які виконуються у хаті молодої. Опікується порядністю молодої та її приданим. Українська паралель грецької Афродіти[49].
- Пісні, що заворожують щастя-долю ("повною повненькою, доброю доленькою").
- Пісні, що звертаються до космічних сил ("світи місяцю в вулицю, а ти, зірнеце, в ворота, бо йде до шлюбу сирота").
- Молитовні звертання до Бога і святих ("благослови, Боженьку, і Ти, Божая Мати, віночок увивати")
- Після весілля молода переходила до роду молодого, і сила, якою наділялось волосся, відтепер мала належати йому. Ймовірно ритуал «відрубування» коси молодої після весілля (розповсюджений у Карпатах, на Волинському Поліссі) був колись засобом силового вилучення цієї енергії, коли шлюб здійснювався без згоди роду дівчини[50].

#### Небезпека допомоги потойбіччя

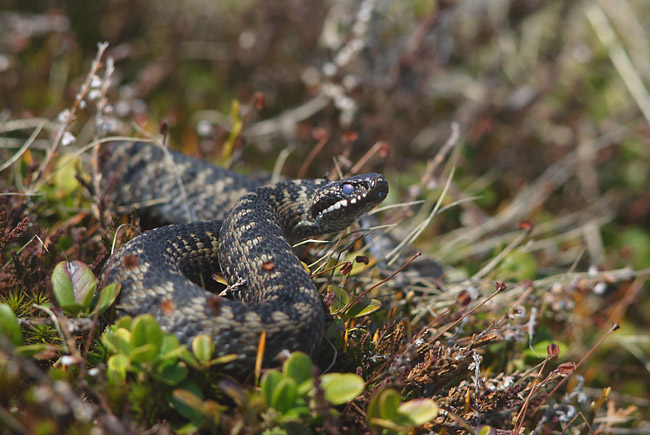
Гадюка звичайна

У чітких умовах контактів з потойбічним світом визначальну роль відіграють формулювання людини. Наприклад, згідно з архаїчними уявленнями, чорт може принести дівчині коханого парубка, однак дівчина повинна наперед зазначити, щоб чорт приніс їй коханого неодмінно живим, адже той може волочити парубка по землі та понівечити, заморити його голодом чи спрагою. Контакт із інфернальним світом вимагає від особи володіння сакральною "мовою", магічним знанням, адже в потойбіччі все не так, як у світі людей.
Оберегом від чар була осика, осикові кілки та мак, "мак-відюк"; а також часник, терен, свята вода, вогонь. Відьма може вчинити замах на людину тільки тричі, якщо ж людина уникне згубної дії чарів, то вони впадуть на саму відьму.
Для чарів контактної магії подекуди використовували висушену гадюку чи жабу для того, кого хотіли причарувати чи віднадити. На жаль, часто такий "гостинець" закінчувався смертю для останнього.

### Ставлення до магії
Однозначно негативним і гріховним вважалося приваблювати чужих чоловіків. Але якщо любовна магія мала допомогти дівчині одружитися з неодруженим хлопцем, у такий спосіб здійснивши шлюбну стратегію, ставлення було поблажливішим, щастя у такому шлюбі не гарантоване, чоловік міг швидко загинути ("хоч вона і приробляє, але в неї щастя нема").
В Україні широкого полювання на відьом не велося, головною відмінністю українських судів за чари було покарання не за зв'язок з дияволом, боговідступництво і зраду церкві, а за ту шкоду, яку, як вважалося, зробили підозрювані. Причому українські суди були значно поблажливіші: випадків страт менше, часто карали побиттям або штрафами, затягували справи. Бувало, що позов в результаті розбору виявлявся наклепом, і скептично налаштовані судді (серед яких не було церковників) запроваджували певні санкції проти того, хто побудував незграбне звинувачення.
Любовна магія часто була соціально руйнівною: шкідництво з метою помсти. («У неділю рано зілля копала, … а в середу Гриця отруїла»), в народі існувало переконання: від любові з примусу щастя не буде.

### Традиційні світоглядні уявлення та вірування
Хоча заговори у своїй основі мають дохристиянський світогляд, в заговірні формули ввійшло багато книжних християнських і апокрифічних елементів, частини молитов, закликів. 
- Вінок і стрічки, оберіг та прикрасу, мали право носити тільки дівчата та діти. Віночок з жита, можна припустити, ми успадкували від жниварського обряду трипільців[57]. "Надягнемо віночок на таку, / Щоб привела хлопця до року."
  - Тільки на великі свята (Івана Купала, Трійцю, Спаса) надягали повний український вінок з 12 травами[58], кольори стрічок мали символіку[59]. Йдучи до церкви стрічки вплітали в коси: білу - дівчата до 16 років та заручені перед весіллям, червону - в яких вже є парубок, зелену - ті, що не мали парубка[43] та ін.[60].
  - На Зелені свята вплітали зілля від нечистої сили - любисток, полин, часник.
- Волосся. За принципом подібності вірили, що частина людини (її волосся) замінює всю людину і маніпуляції з волоссям вплинуть на людину взагалі. Волосся, як і кістки, наділялись особливою магічною силою, бо мали здатність зберігатись, не руйнуючись.
  - Дівчата ходили опівночі до хліва й у темряві торкались рукою до худоби: якщо натрапляли на шерсть, вірили, що зустрінеться чоловік багатий, якщо на роги чи зуби — бідний.
  - Коли парубок кілька разів сватав дівчину, а вона не хотіла за нього йти, він викрадав у неї трохи волосся і підкладав його в труну. Через це дівчина могла залишитися неодруженою або, як казали, «То и до смерти діукоу буде, и посивіє “аби яка богацька”»[61].
- Гребінець. Символ жіночої долі[62].
  - Як покласти гребінець на горище, то за кольором волосини на ньому можна буде визначити, якої «масті» зустрінеться чоловік.

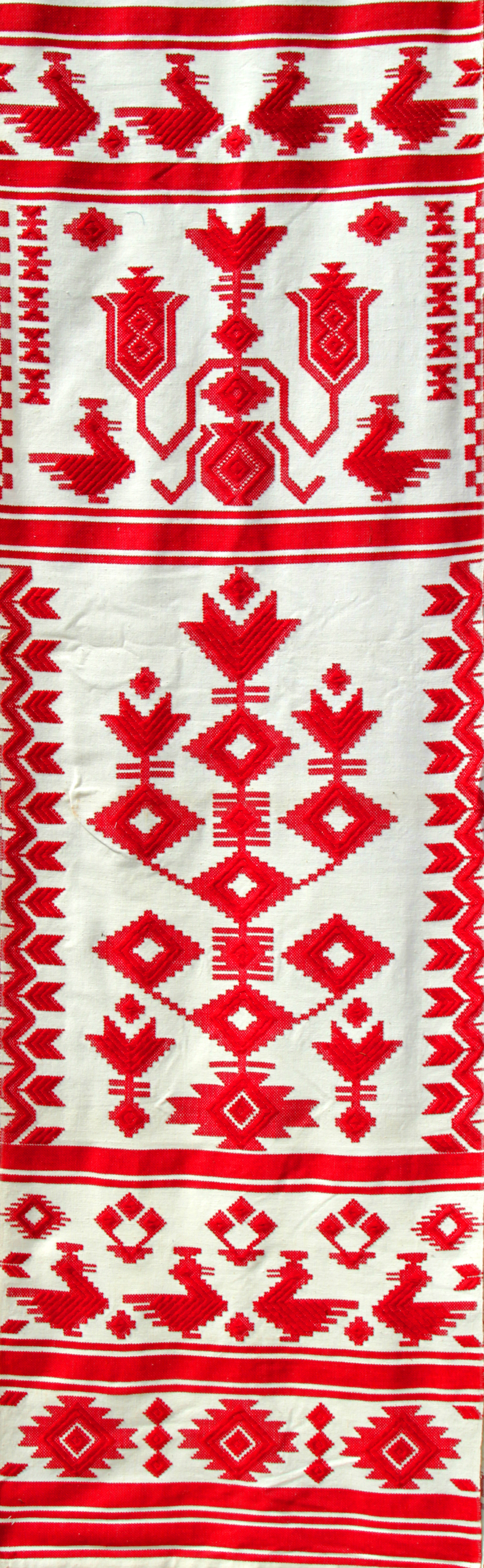
Голуби. Рушник кролевецький, обрядовий. 50-ті роки ХХ ст.

- Голуб — символ щирої, ніжної, вічної любові. Фігурками голубів оздоблюють весільні короваї. В колядках знаходимо свідчення про те, що світ сотворили два голуби, які зображуються на вершечку Дерева світу. З усіх тварин та птахів на гілках Світового дерева два (інколи три) голуби та сокіл (символ сонця, пізніше нареченого) відіграють найвищу роль[63]. Гніздечко для молодої пари символізує гільце або вільце, яке разом з короваєм стояло під час весілля на столі[43].
- Дуб — чоловіче начало. Насамперед, чоловічий символ Всесвіту: верхівка — небо, стовбур — земля, коріння — потойбіччя[64].
- Жаба символізує підземне царство, відносять до нечисті, часто використовують у приворотних цілях в контактному чаклунстві ( частинки прикріплюватись до бажаної людини, щоб приворожити її до себе). Подібно використовували летючу мишу.
  - Амулетом є жаб'яча кістка (у тому числі лобова кісточка) у вигляді гачка чи виделки, адже саме нею потрібно заколупнути легенько під серцем бажаної людини.
  - Пересушене жаб'яче серце у народному уявленні було центром життєвої сили.
- Земля — матеріал для творення людини; евфемізм жіночого лона. "Із землі прийшли, у землю й підемо"[65].
- Зозуля, зігзиця — символізує вічне вдівство, нещасну долю, молодицю, яка не знайшла щастя у подружньому житті. У слові о полку Ігоревім: Ярославна зігзицею кичеть. Над могилою козака, загиблого на чужині, плачуть три сиві зозулі[66].
- Коза — символ родючості, пов'язана із запліднювачами землі (Перун у слов'ян, Пан у греків, Пушан у індійців — від індоєвропейського кореня "pus" — розквітати, робити плодючим). Символ збережений з неоліту, пов'язаний з матріархатом[67].
- Козел — уособлення похоті, нечистоплотності, обману, жадібності, дурості, диявол перебирає більшу частину рис від козла. На Лисих горах заправляє відьомскими шабашами диявол у подобі козла. 
  - У дохристиянську епоху: навпаки символізує бойові якості, упертість, мужність, життєдайні сили. Козел відпущення (цап-відбувайло) — єврейський обряд покладання гріхів роду на козла та вигнання його в пустелю.
- Куниця — шлюбний символ нареченої та невістки у східних слов'ян (у західних - ласка). (Оженили зайця, // Узяли куницю, // Сам заєць дивується — // Гарна молодиця)[48].
- Липа — має властивість забирати на себе прокльони жінок, адресовані чоловікам: кожен наріст на гілці – то окремий прокльон.
- Любисток — має властивість причаровувати людей.
- Місячники — зі зміною місяця змінюють свою стать, тобто стають то чоловіком, то жінкою. Їх нерідко вважають "непростими" (мудрими)[68].
- Обручку (каблучка, перстень) — надягали на мізинець, щоб милий наснився.

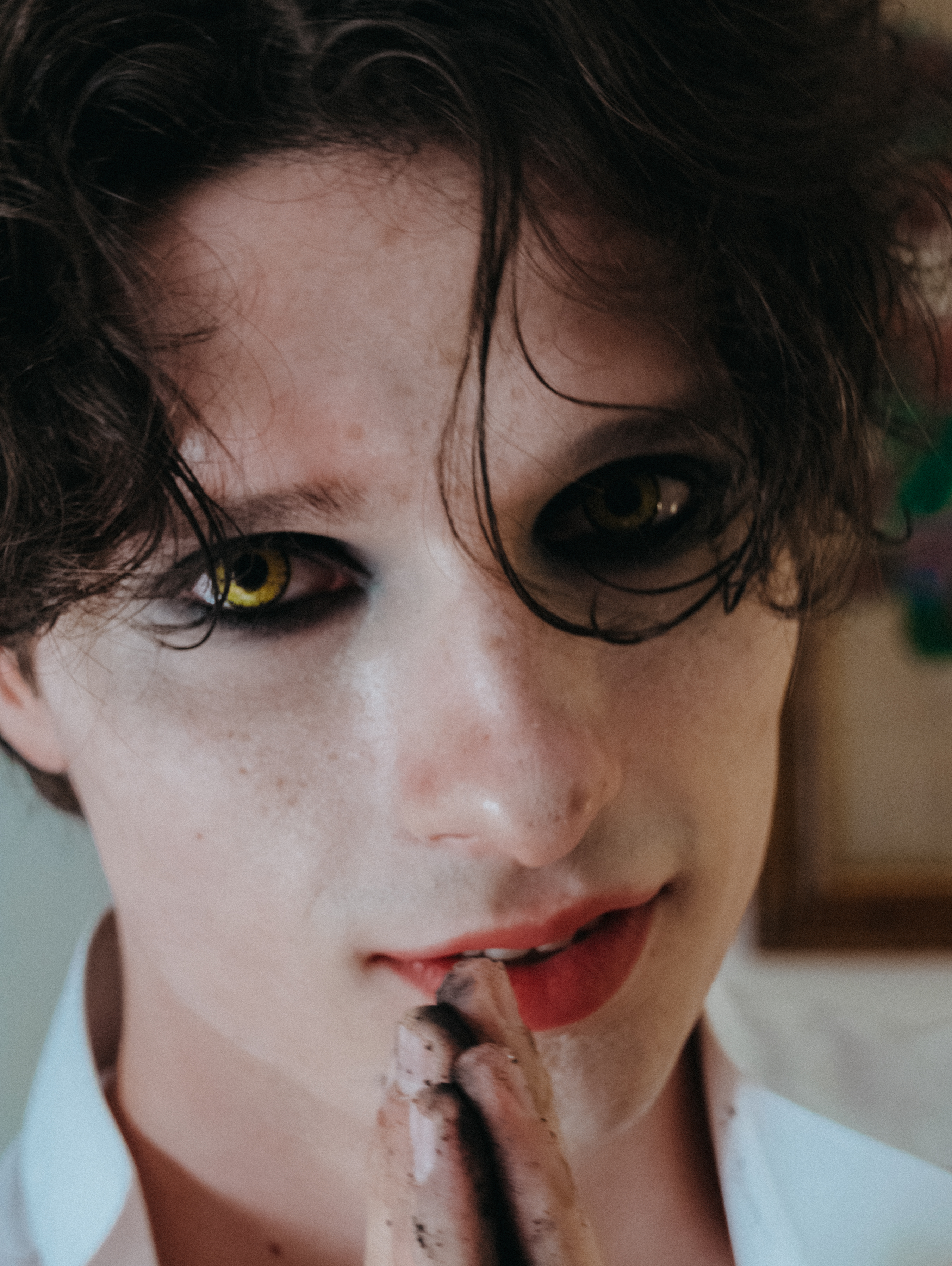
Данило Коломієць у фільмі "Перелесник" 2024р.

- Перелесник, змій-перелесник (тобто змій-спокусник[69])[70] — злий дух-коханець, який з'являється, за віруваннями, молодим людям в образі коханої померлої особи і з часом спроваджує і їх на "той" світ. Перелесник міг з'явитися у постаті особи, у котру закохалися без відповіді. Часто перелесника уявляли як "вогненного змія"[71], що проникає у хату через димар. У таких ситуаціях казали – "дістала перелесника" і зверталися до "бабів", для відлякування використовували щенець, бедренець і особливо тою, яку краще завжди тримати при собі; якщо повестись неадекватно, то розчарований "коханець" більше не прилітатиме.  Щоб не накликати перелесника, не можна піднімати без благословіння загублену обручку[44]. 
  - Персонаж драми-феєрії «Лісова пісня»(1911 р.) Лесі Українки. 
Перелесник: "Як ти обірвала річ мою сердито! (Смутно і разом лукаво.) Ти хіба забула про торішнє літо?"
 Мавка: (байдуже) "Ох, торішнє літо так давно минуло! Що тоді співало, те в зимі заснуло."